# Romulus (album)
Romulus – pierwszy album studyjny kanadyjskiej grupy muzycznej Ex Deo. Wydawnictwo ukazało się 19 czerwca 2009 roku nakładem wytwórni muzycznej Nuclear Blast. Nagrania były promowane teledyskiem do utworu "Romulus", który wyreżyserował Stanimir "Staca" Lukic.

## Lista utworów
1. "Romulus" – 5:17
2. "Storm the Gates of Alesia" ft. Adam "Nergal" Darski – 6:31
3. "Cry Havoc" – 7:01
4. "In Her Dark Embrace" – 4:48
5. "Invictus" – 6:47
6. "The Final War (Battle of Actium)" ft. Karl Sanders – 5:01
7. "Legio XIII" – 5:53
8. "Blood, Courage and the Gods That Walk the Earth" – 6:02
9. "Cruor Nostri Abbas" ft. Arnt "Obsidian C." Ove Grønbech – 5:29
10. "Surrender the Sun" – 4:55
11. "The Pantheon (Jupiter's Reign)" – 3:56

## Twórcy
- Maurizio Iacono – wokal prowadzący, aranżacje, produkcja
- Jean-François Dagenais – gitara
- Stéphane Barbe – gitara
- François Mongrain – gitara basowa
- Max Duhamel – perkusja
- Jonathan Leduc – keyboard
- Adam "Nergal" Darski – gościnnie wokal wspierający
- Karl Sanders – gościnnie gitara
- Arnt "Obsidian C." Ove Grønbech – gościnnie gitara
- James Murphy – mastering
- Rob Kimura – okładka, oprawa graficzna